# Merle-Leignec
Merle-Leignec település Franciaországban, Loire megyében. Lakosainak száma 326 fő (2022. január 1.). Merle-Leignec Boisset, Saint-Pal-de-Chalencon, Valprivas, Apinac, Estivareilles, Saint-Hilaire-Cusson-la-Valmitte és Saint-Nizier-de-Fornas községekkel határos.

## Népesség
A település népességének változása:
| Lakosok száma | 278  | 223  | 233  | 296  | 312  | 319  | 320  | 320  | 322  | 326  |
|               | 1968 | 1982 | 1990 | 2006 | 2013 | 2015 | 2017 | 2019 | 2020 | 2022 |